# Raoul Van Spitael
Raoul Van Spitael (La Louvière, 10 februari 1914 - Doornik, 24 juli 1992) was een Belgische politicus voor de PSB en diens opvolger de PS.

## Levensloop
Van Spitael was eerst bediende bij het Ministerie van Tewerkstelling en Arbeid. In 1945 werd hij regionaal directeur in Doornik. In 1958 ging hij werken bij de RVA, waar hij 1962 inspecteur werd en van 1968 tot aan zijn pensioen in 1979 adjunct-administrateur-generaal was.
In 1964 werd hij op 50-jarige leeftijd politiek actief, toen de PSB van Kain hem vroeg om deel te nemen aan de gemeenteraadsverkiezingen. Van Spitael werd verkozen en was van 1965 tot 1970 eerste schepen. Van 1971 tot 1976 was Van Spitael burgemeester van Kain.
Bij de gemeentelijke fusies van 1977 werd Kain een deelgemeente van de stad Doornik, een fusieoperatie waar Van Spitael zich sterk had tegen verzet. Hij was zo de laatste burgemeester geweest van Kain. Bij de gemeenteraadsverkiezingen van 1976 werd hij wel lijsttrekker van de Doornikse PS-kieslijst. De PS kende succes en Van Spitael werd de eerste burgemeester van de stad na de fusies. Hij bestuurde in een meerderheid met de PSC. In de eerste legislatuur pakte hij de financiële problemen van de stad aan en slaagde men in een budgettair herstel. Tegelijkertijd zetelde hij van 1977 tot 1981 in de Belgische Senaat als provinciaal senator voor Henegouwen.
Bij de gemeenteraadsverkiezingen van 1982 won de PS-lijst nog vijf zetels en Van Spitael bleef burgemeester. De PS wisselde de vorige coalitiepartner PSC in voor de liberale PRL. De tweede legislatuur verliep moeizamer en Van Spitael kreeg meer kritiek, maar besloot om bij de gemeenteraadsverkiezingen van 1988 op 74-jarige leeftijd nogmaals de PS-lijst te trekken.
Van Spitael werd opnieuw verkozen en bleef burgemeester, opnieuw met coalitiepartner PRL. In de derde legislatuur voerde hij meer besparingen door. Er doken echter ook gezondheidsproblemen op. In februari 1991 werd hij geopereerd aan een maagzweer. Na zijn terugkeer groeide de onenigheid binnen de Doornikse PS, onder meer met eerste schepen Roger Delcroix. Begin september 1991 werd Van Spitael in het ziekenhuis opgenomen. Van Spitael kon niet meer eten en werd aan een infuus gelegd. Het werd duidelijk dat een tumor hem verzwakte, maar ondanks de vraag van zijn politieke vrienden, weigerde hij zich op politiek vlak terug te trekken.
Van Spitael was ook een bekend figuur in de duivensport. Hij was voorzitter van de Fédération Colombophile Internationale (FCI) van 1975 tot 1982. Hij volgde in deze hoedanigheid Wilfried Staes op, zelf werd hij opgevolgd door Guy Barrett.
Hij overleed in juli 1992 op 78-jarige leeftijd.